# أشليم
أشليم إحدى قرى مركز قويسنا التابع لمحافظة المنوفية في جمهورية مصر العربية، ويحدها قرى شمنديل وكفر السلامية وكفر أشليم.

## التاريخ
ذكرها علي مبارك في كتابه الخطط التوفيقية، حيث ذكر أنها من قرى مديرية المنوفية بقسم مليج، وأن بها ثلاث جوامع وضريحين ومعمل دجاج وسوق يقام كل خميس، ومهنة أهلها الزراعة.

## السكان
بلغ عدد سكان أشليم 8,257 نسمة، حسب الإحصاء الرسمي لعام 2006.